# Penicillaria dinawa
Penicillaria dinawa là một loài bướm đêm trong họ Noctuidae.